# Mabetex
The Mabetex Group, grundad 1990, är moderbolag till Mabetex och andra bolag grundade av Kosovos tidigare president Behgjet Pacolli. Företaget har specialiserat sig inom konstrueringar och renoveringar av höga byggnader. Huvudkontoret är beläget i Lugano, Schweiz, men bolaget har kontor över hela världen inklusive Kosovo och Albanien. År 2016 hade de cirka 14 000 anställda.
The Mabetex Group har haft många projekt i Ryssland och andra före detta sovjetrepubliker.